# 원스 인 어 블루 문
원스 인 어 블루 문(영어: Once In A Blue Moon)은 대한민국 서울특별시 강남구 청담동에 위치한 라이브 재즈바이며, 1998년에 문을 열었고, 대표는 임재홍이다.

## 개점 이야기
원스 인 어 블루 문의 전신은 카멜롯 인 서울로 1998년에 임재홍이 매입하여 새롭게 개점한 데에서 출발하였다.